# کانتار تی‌ان‌اس
کانتار تی‌ان‌اس (انگلیسی: Kantar TNS) شرکت بازاریابی بریتانیایی است، که در سال ۱۹۹۷ تأسیس شد.